# Promongoma
Promongoma is een ondergeslacht van het geslacht van insecten Trentepohlia binnen de familie steltmuggen (Limoniidae).

## Soorten
Deze lijst van 1 stuks is mogelijk niet compleet.
- T. (Promongoma) mirabilis (Alexander, 1938)